# Такахаси, Цутому
Цутому Такахаси (яп. 高橋ツトム Такахаси Цутому, род. 20 сентября 1965 года в Токио) — японский художник-мангака.

## Жизнь и творчество
Цутому Такахаси в 1987 году принимает участие в конкурсе манга-журнала Morning на замещение места рисовальщика для создававшегося нового журнала Afternoon. Молодой художник побеждает в этом соревновании и становится одним из первых, кто был награждён премией Afternoon-Shiki. Затем работал ассистентом с мангакой Кайдзи Кавагути; проходя стажировку у последнего, Такахаси в 1989 году выпускает свою первую самостоятельную работу — Jiraishin (Ice Blade), напечатанную в журнале Morning. В 1992 году Такахаси начинает рисовать для журнала Afternoon продолжение своей истории Jiraishin. Вплоть до 2000 года эта манга вышла в Afternoon более чем в 4 тысячах страниц, она также была выпущена отдельно издательством Kōdansha в 19 томах. В 1999 году Jiraishin была номинирована на премию Kōdansha-Manga, являясь до сих пор наиболее объёмным произведением Такахаси. Главным героем манги является детектив Кёя Иида, работающий в полиции токийского района Синдзюку и расследующий наиболее запутанные преступления.
С 1997 года Такахаси работает также для издательства Shūeisha, выпускавшего манга-журнал Young Jump. В нём художник в 1997 и 1999 годах издаёт короткие манга 69 и Route 69, а также серию Alive (1999), по мотивам которой в 2002 году кинорежиссёр Рюхэй Китамура снимает одноимённый фильм. В Alive рассказывается о серийном убийце, который, дабы избежать казни, соглашается на участие в некоем эксперименте. Для журнала Young Jump Такахаси, кроме этого, рисует серию Sky High, по которой Рюхэй Китамура вновь снимает кинофильм (Sky High). Позднее Такахаси делает продолжение к Sky High, а также в трёх книгах мангу Blue Heaven, где рассказывается о бойне, устроенной неким участником круиза на крупнейшем в мире пассажирском лайнере. В 2000—2002 годах художник создаёт около 1600 страниц комиксов Tetsuwan Girl в девяти томах для манга-журнала Morning. В них повествуется о существовавшей в послевоенной Японии женской бейсбольной команде. В журнале Afternoon в это же время печатается его серия Bakuon Rettō, в Young Jump с 2005 года — Sidooh.
В 1998 году художник был приглашён прочесть курс лекций в университете Рицумэйкан в Киото. В 2005 году Такахаси, совместно с Сюном Накахарой, режиссирует художественный фильм «Обломки Итиго» (яп. 苺の破片 Итиго но какэра), в котором рассказывается о художнице-мангаке Итиго Нэкоте, в течение 12 лет не сумевшей создать ни одного значительного произведения и опустившейся в конце концов до тяжёлого алкоголизма.
Произведения Такахаси, рассчитанные в первую очередь на мужчин, достигших совершеннолетия, кроме Японии были изданы во многих странах мира и переведены на английский, немецкий, французский, итальянский, испанский, корейский и тайский языки.
В 2003 году манга Sky High была адаптирована в телесериал «Даль небесная», который вышел на TV Asahi, и в фильм «Даль небесная» режиссёра Рюхэя Китамуры. В 2022 году вышла ещё одна экранизация — фильм «Три сестры Тэнмасо».

## Избранные произведения
- Jiraishin (地雷震), 1989, 1992—2000
- 69, 1997
- Tenshi no Wakamae (天使のわけまえ), 1998 (совместно с Го Охинатой)
- Alive, 1999
- Route 69, 1999
- Tetsuwan Girl (鉄腕ガール, tetsuwan gāru), 2000—2002
- Sky High (スカイハイ, sukaihai), 2001—2002
- Blue Heaven, 2002—2003
- Bakuon Rettō (爆音列島), 2002—2012
- Sky High Karma (スカイハイ・カルマ, sukaihai karuma), 2003
- 7 Games, 2003
- Sky High Shinshō (スカイハイ・新章, sukaihai shinshō), 2003
- Sidooh (SIDOOH-士道, shidō), с 2005
- Sky High 4 (スカイハイ4, sukaihai 4), с 2005
- Dead Flowers, 2005 (als 猫田イチゴ, Nekota Ichigo)

## Дополнения
- Официальный сайт Цутому Такахаси (англ.)